# Orientierungslauf-Weltcup 1992
Der Orientierungslauf-Weltcup 1992 war die vierte Auflage der internationalen Wettkampfserie im Orientierungslauf. Zwischen dem 9. Mai und dem 10. Oktober gab es insgesamt acht Wettkämpfe.
Die Gesamtwertung gewannen die Schweden Joakim Ingelsson bei den Männern und Marita Skogum bei den Frauen.

## Austragungsorte
| Wettkampf | Datum       | Austragungsort             | Wettbewerb                   | Bemerkung |
| --------- | ----------- | -------------------------- | ---------------------------- | --------- |
| 1         | 9. Mai      | Örebro                     | Klassikdistanz (Massenstart) |           |
| 2         | 13. Mai     | Helsinki                   | Kurzdistanz                  |           |
| 3         | 16. Mai     | Jappilja, Sankt Petersburg | Klassikdistanz               |           |
| 4         | 16. August  | Pécs                       | Klassikdistanz               |           |
| 5         | 20. August  | Breitenfurt, Wien          | Klassikdistanz               |           |
| 6         | 23. August  | Montebelluna               | Klassikdistanz               |           |
| 7         | 3. Oktober  | Toronto                    |                              |           |
| 8         | 10. Oktober | Boston                     |                              |           |

## Ergebnisse

### 1. Wettkampf (Klassikdistanz in Örebro)
| Männer | Männer | Männer           | Männer    |
| Platz  | Land   | Athlet           | Zeit      |
| ------ | ------ | ---------------- | --------- |
| 1      | SWE    | Joakim Ingelsson | 1:17:27 h |
| 2      | SWE    | Arto Rautiainen  | 1:18:06 h |
| 3      | SWE    | Johan Ivarsson   | 1:18:08 h |
| 4      | FIN    | Petri Forsman    | 1:18:11 h |
| 5      | NOR    | Björnar Valstad  | 1:18:12 h |
| 6      | SWE    | Martin Johansson | 1:18:34 h |

| Frauen | Frauen | Frauen          | Frauen    |
| Platz  | Land   | Athlet          | Zeit      |
| ------ | ------ | --------------- | --------- |
| 1      | GBR    | Yvette Hague    | 1:07:30 h |
| 2      | SWE    | Anette Nilsson  | 1:08:37 h |
| 3      | FIN    | Eija Koskivaara | 1:09:12 h |
| 4      | SWE    | Anna Bogren     | 1:09:23 h |
| 5      | SWE    | Marita Skogum   | 1:09:43 h |
| 6      | SUI    | Vroni König     | 1:10:36 h |

### 2. Wettkampf (Kurzdistanz in Helsinki)
| Männer | Männer | Männer           | Männer    |
| Platz  | Land   | Athlet           | Zeit      |
| ------ | ------ | ---------------- | --------- |
| 1      | SWE    | Lars Holmqvist   | 24:37 min |
| 2      | FIN    | Petri Forsman    | 24:54 min |
| 3      | SWE    | Joakim Ingelsson | 25:31 min |
| 3      | NOR    | Björnar Valstad  | 25:31 min |
| 5      | SWE    | Martin Johansson | 25:33 min |
| 6      | NOR    | Petter Thoresen  | 25:47 min |

| Frauen | Frauen | Frauen              | Frauen    |
| Platz  | Land   | Athlet              | Zeit      |
| ------ | ------ | ------------------- | --------- |
| 1      | SWE    | Marita Skogum       | 21:32 min |
| 2      | SWE    | Annika Zell         | 21:33 min |
| 3      | TCH    | Jana Cieslarova     | 21:48 min |
| 4      | FIN    | Mari Lukkarinen     | 21:59 min |
| 5      | FIN    | Annika Viilo        | 22:00 min |
| 6      | SWE    | Christina Blomqvist | 22:12 min |

### 3. Wettkampf (Klassikdistanz in Jappilja)
| Männer | Männer | Männer           | Männer    |
| Platz  | Land   | Athlet           | Zeit      |
| ------ | ------ | ---------------- | --------- |
| 1      | SWE    | Martin Johansson | 1:15:10 h |
| 2      | SWE    | Michael Wehlin   | 1:18:30 h |
| 3      | EST    | Inno Ling        | 1:18:33 h |
| 4      | NOR    | Petter Thoresen  | 1:19:08 h |
| 5      | SWE    | Joakim Ingelsson | 1:19:28 h |
| 6      | NOR    | Björnar Valstad  | 1:20:15 h |

| Frauen | Frauen | Frauen               | Frauen    |
| Platz  | Land   | Athlet               | Zeit      |
| ------ | ------ | -------------------- | --------- |
| 1      | TCH    | Jana Cieslarova      | 1:01:56 h |
| 2      | SWE    | Annika Zell          | 1:02:45 h |
| 3      | LAT    | Irina Namovira       | 1:02:58 h |
| 4      | NOR    | Ragnhild B. Andersen | 1:03:15 h |
| 5      | FIN    | Mari Lukkarinen      | 1:03:21 h |
| 6      | SWE    | Anette Nilsson       | 1:03:39 h |

### 4. Wettkampf (Klassikdistanz in Pécs)
| Männer | Männer | Männer            | Männer    |
| Platz  | Land   | Athlet            | Zeit      |
| ------ | ------ | ----------------- | --------- |
| 1      | SWE    | Jörgen Mårtensson | 1:23:20 h |
| 2      | DEN    | Allan Mogensen    | 1:25:42 h |
| 3      | SUI    | Thomas Bührer     | 1:25:57 h |
| 4      | NOR    | Håvard Tveite     | 1:27:45 h |
| 5      | HUN    | Ferenc Viniczai   | 1:29:23 h |
| 6      | HUN    | Zoltán Lantos     | 1:29:24 h |

| Frauen | Frauen | Frauen               | Frauen    |
| Platz  | Land   | Athlet               | Zeit      |
| ------ | ------ | -------------------- | --------- |
| 1      | SWE    | Marita Skogum        | 1:06:58 h |
| 2      | GBR    | Yvette Hague         | 1:07:45 h |
| 3      | NOR    | Ranghild B. Andersen | 1:10:06 h |
| 4      | TCH    | Jana Cieslarova      | 1:10:34 h |
| 5      | SWE    | Annika Zell          | 1:10:52 h |
| 6      | SWE    | Anette Nilsson       | 1:10:54 h |

### 5. Wettkampf (Klassikdistanz in Breitenfurt)
| Männer | Männer | Männer            | Männer    |
| Platz  | Land   | Athlet            | Zeit      |
| ------ | ------ | ----------------- | --------- |
| 1      | TCH    | Jozef Pollak      | 1:13:35 h |
| 2      | HUN    | Ferenc Viniczai   | 1:15:10 h |
| 3      | FIN    | Keijo Parkkinen   | 1:15:39 h |
| 4      | NZL    | Alistair Landels  | 1:15:48 h |
| 5      | RUS    | Wladimir Alexejew | 1:15:50 h |
| 6      | SWE    | Jörgen Mårtensson | 1:16:52 h |

| Frauen | Frauen | Frauen          | Frauen    |
| Platz  | Land   | Athlet          | Zeit      |
| ------ | ------ | --------------- | --------- |
| 1      | SWE    | Gunilla Svärd   | 1:07:21 h |
| 2      | SWE    | Marita Skogum   | 1:08:21 h |
| 3      | CZE    | Maria Honzova   | 1:10:18 h |
| 4      | GBR    | Yvette Hague    | 1:11:01 h |
| 5      | SWE    | Anna Bogren     | 1:12:05 h |
| 6      | TCH    | Jana Cieslarova | 1:12:08 h |

### 6. Wettkampf (Klassikdistanz in Montebelluna)
| Männer | Männer | Männer            | Männer    |
| Platz  | Land   | Athlet            | Zeit      |
| ------ | ------ | ----------------- | --------- |
| 1      | AUT    | Martin Brantner   | 1:37:03 h |
| 2      | SWE    | Joakim Ingelsson  | 1:37:25 h |
| 3      | NOR    | Håvard Tveite     | 1:39:44 h |
| 4      | FIN    | Keijo Parkkinen   | 1:40:40 h |
| 5      | RUS    | Wladimir Alexejew | 1:43:26 h |
| 6      | SUI    | Thomas Bührer     | 1:43:57 h |

| Frauen | Frauen | Frauen            | Frauen    |
| Platz  | Land   | Athlet            | Zeit      |
| ------ | ------ | ----------------- | --------- |
| 1      | NOR    | Hanne Sandstad    | 1:37:22 h |
| 2      | SWE    | Anette Nilsson    | 1:41:17 h |
| 3      | DEN    | Ulrika Ornhagen   | 1:41:45 h |
| 4      | SWE    | Marita Skogum     | 1:42:39 h |
| 5      | FIN    | Eija Koskivaara   | 1:46:21 h |
| 6      | TCH    | Marcela Kubatkova | 1:48:01 h |

## Gesamtwertung
| Männer | Männer | Männer            | Männer |
| Platz  | Land   | Athlet            | Punkte |
| ------ | ------ | ----------------- | ------ |
| 1      | SWE    | Joakim Ingelsson  | 179    |
| 2      | SWE    | Martin Johansson  | 173    |
| 3      | NOR    | Petter Thoresen   | 158    |
| 4      | DEN    | Allan Mogensen    | 157    |
| 5      | NOR    | Håkvard Tveite    | 151    |
| 6      | FIN    | Keijo Parkkinen   | 149    |
| 7      | NOR    | Björnar Valstad   | 143    |
| 8      | SUI    | Thomas Bührer     | 143    |
| 9      | SWE    | Arto Rautiainen   | 138    |
| 10     | RUS    | Wladimir Alexejew | 138    |

| Frauen | Frauen | Frauen               | Frauen |
| Platz  | Land   | Athlet               | Punkte |
| ------ | ------ | -------------------- | ------ |
| 1      | SWE    | Marita Skogum        | 190    |
| 2      | TCH    | Jana Cieslarova      | 176    |
| 3      | GBR    | Yvette Hague         | 168    |
| 4      | SWE    | Anette Nilsson       | 168    |
| 5      | SWE    | Annika Zell          | 162    |
| 6      | FIN    | Eija Koskivaara      | 162    |
| 7      | NOR    | Ragnhild B. Andersen | 160    |
| 8      | FIN    | Annika Viilo         | 152    |
| 9      | SWE    | Anna Bogren          | 151    |
| 10     | NOR    | Hanne Sandstad       | 145    |